# Mramor (Tuzla, BiH)
Mramor je naselje Grada Tuzla. Udaljeno je od Tuzle 10-tak kilometara.

## Gospodarstvo
Lignit se eksploatira od 1958. godine. Većina stanovnika Mramora, malog multietničkog naselja zaposleno je ili neposredno vezano za rudnik. Mramor je nekada imao dva rudnika lignita u funkciji (rudnik Dobrnja-Sjever i rudnik Dobrnja-Jug) a danas samo jedan Dobrnja-Sjever. 26. kolovoza 1990. godine, dogodila se teška rudarska nesreća u kojoj je život izgubilo 180 rudara.
Tvornica transportnih uređaja energetik (TTU), nastala 1970. godine. Smještena je na lokalitetu Tuzla i Mramor.
1990. godine uvećano je za dio ukinutog naselja Marina Glava (Sl.list SRBIH, 33/90).

## Kultura i znamenitosti
Naselje Mramor pripada katoličkoj župi sv. Franje Asiškog u Šikari.
Po projektu ing. Marka Joketovića sagrađena je tijekom 1998. – 1999. nova filijalna crkva (kapela) sv. Ilije proroka sa zvonikom odvojenim od crkve. Crkvu krase djela umjetnika Vinka Lamešića i Florijana Grebenara.
U Mramoru se nalazi monumentalni stećak, nacionalni spomenik. Prema nazivu "mramor" za ovaj monumentalni stećak, ime Mramorje je dobilo brdo iznad njega a potom i cijelo naselje.

## Šport
- Mramor, nogometni klub

## Poznate osobe
- Edin Džambić, glazbenik[8]
- Selma Bajrami,[9]

## Stanovništvo
Među ovdašnjim hrvatskim prezimenima su Mitrović, Josić, Šešlak, Vareškić.
| Mramor             |       |       |       |       |
| godina popisa      | 1991. | 1981. | 1971. | 1961. |
| Hrvati             | 160   | 277   | 267   | 236   |
| Srbi               | 12    | 21    | 23    | 120   |
| Muslimani          | 1     | 11    | 1     | 10    |
| Mađari             |       |       |       | 6     |
| Jugoslaveni        | 124   | 17    | 1     |       |
| ostali i nepoznato | 39    | 1     | 2     |       |
| ukupno             | 336   | 327   | 294   | 372   |

U Mjesnoj zajednici Mramor nalazi se romsko naselje,
 što objašnjava velike fluktuacije broja Hrvata, Muslimana, Srba i izjašnjenih kao Jugoslavena među popisima.